# Paspalum scrobiculatum
Espèce
Statut de conservation UICN

 LC ver 3.1 : Préoccupation mineure
Paspalum scrobiculatum, l'herbe à épée ou millet kodo, est une espèce de plantes monocotylédones de la famille des Poaceae, sous-famille des Panicoideae, originaire des régions tropicales d'Afrique, d'Asie et d'Australasie.
Ce sont des plantes herbacée annuelles ou vivaces, aux tiges (chaumes) dressées ou géniculées ascendantes, pouvant atteindre 150 cm de long. L'inflorescence est composée de racèmes.
Cette espèce est cultivée comme céréale secondaire, en particulier sur le plateau du Deccan en Inde, mais aussi aux Philippines, en Indonésie, au Viêt Nam, en Thaïlande et en Afrique de l'Ouest.
C'est une plante très rustique, tolérante à la sécheresse, apte à survivre sur des sols pauvres là où d'autres cultures ne seraient pas viables, et capable de produire de 450 à 900 kg de grains à l'hectare.

## Description

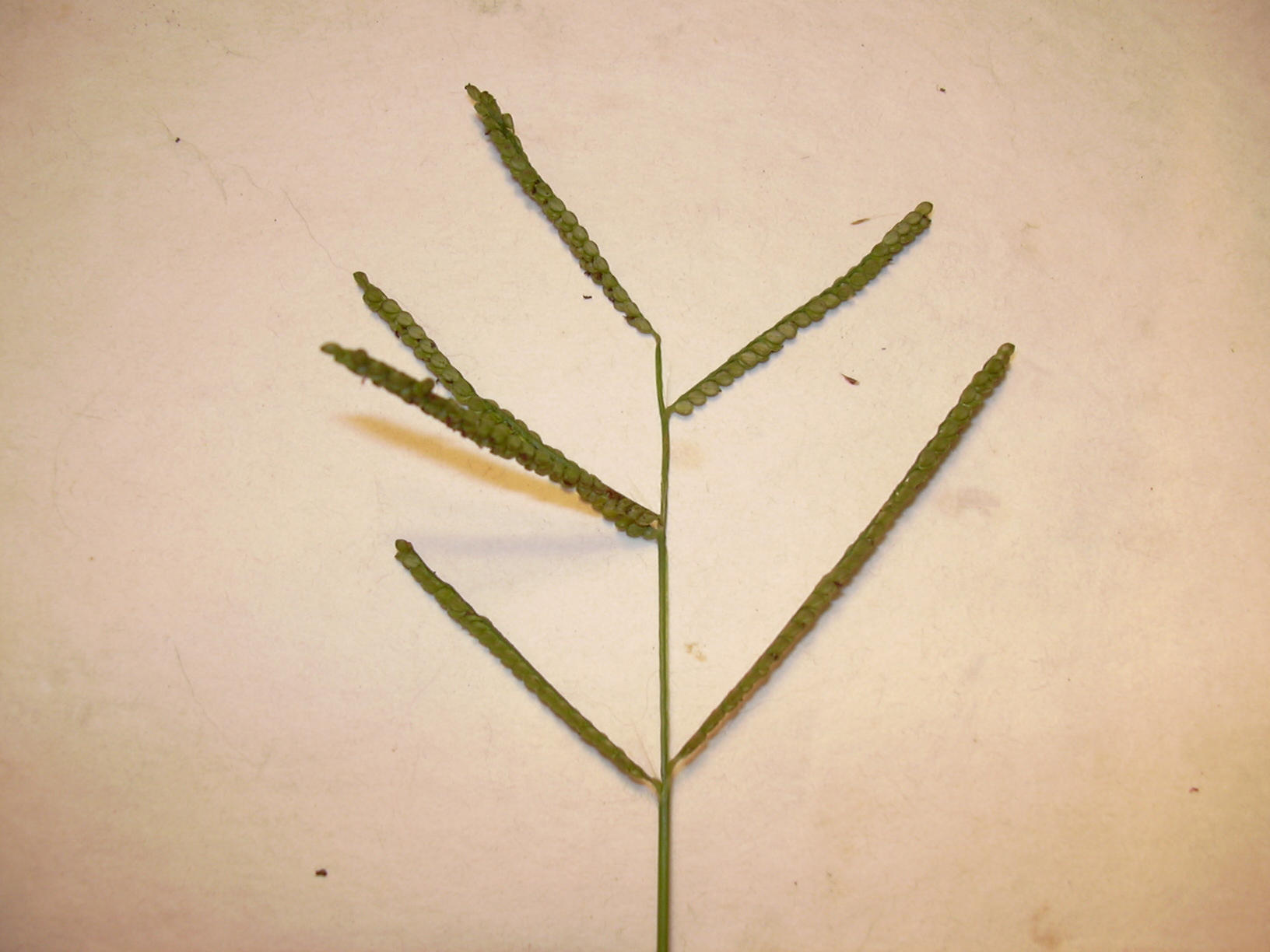
Inflorescence.

Paspalum scrobiculatum est une plante herbacée, annuelle ou vivace, qui peut atteindre 150 cm de haut. Les chaumes, trapus, dressés, glabres, sont légèrement bulbeux à la base. Les feuilles présentent une gaine comprimée de 7-14 cm de long, glabre ou avec des poils clairsemés au collet, une ligule membraneuse, très courte, 1 mm de long, mais avec une rangée dense de poils juste derrière, et un limbe plat, scabre, de 12 à 40 cm de long sur 3 à 12 mm de large, vert clair, glauque sur la face supérieure.
Le système racinaire est peu profond et peut être idéal pour les cultures intercalaires.
L'inflorescence se compose de quatre à six racèmes, alternes, et distants, de 4 à 9 cm de long. Leur axe, villeux à la base, parfois pileux à l'aisselle, fait de 4 à 9 cm de long. 
Les épillets appariés, largement elliptiques, imbriqués, glabres, ont de 2 à 2,5 mm de long. La deuxième glume et la lemme stérile présentent 3 nervures. La lemme fertile, indurée, est finement piquée.
Le fruit est un caryopse (ou grain), comprimé-elliptique, très petit (environ 2 mm de long sur 1,5 de large) et de couleur brun clair à gris foncé,. 

## Biologie
Le millet kodo peut très bien survivre sur des sols marginaux ; la variété scrobiculatum nécessite très peu d'eau pour croître, et a donc une très bonne tolérance à la sécheresse. Il peut être cultivé sans système d'irrigation. Les engrais de ferme fournissent des nutriments adéquats en termes de fertilisation, mais les millets kodo peuvent encore survivre sur des sols à faible teneur en nutriments. La variété sauvage est mieux adaptée aux conditions plus humides, et peut tolérer les zones inondées et les sols marécageux.
Paspalum scrobiculatum préfère la pleine lumière pour une croissance optimale, mais cette plante peut tolérer une ombre partielle. Sa température idéale de croissance est de 25 à 27 °C. Il faut quatre mois pour atteindre la maturité et le stade de la récolte.
L'ergot du Paspalum est une maladie fongique due à un champignon ascomycètes (Claviceps paspali) à laquelle le millet kodo est sensible. Les masses durcies de ce champignon, appelés sclérotes, se développent à la place des grains.
Ces champignons compacts produisent une substance chimique toxique en cas d'ingestion pour l'homme et le bétail, et potentiellement mortelle. Elle cause des dégâts au système nerveux central, provoquant l'excitabilité chez les animaux et finalement la perte de contrôle musculaire. Si les symptômes sont détectés tôt et que les animaux sont éloignés des aliments infectés, ils ont de bonnes chances de se rétablir. Le nettoyage des graines par vannage avant leur stockage peut éliminer les spores fongiques.

## Taxinomie
L'espèce Paspalum scrobiculatum a été décrite pour la première fois par Linné et publiée dans son Mantissa Plantarum. Generum Editionis vi et Specierum Editionis ii. en 1767.
Paspalum scrobiculatum est une espèce polymorphe, mais présentant des variations assez continues, si bien qu'elle est considérée par certains auteurs comme un complexe d'espèces apomictiques. Certaines variantes reconnaissables ont parfois reçu un statut spécifique (par exemple Paspalum scrobiculatum (stricto sensu) représentant la forme annuelle cultivée, Paspalum commersonii et Paspalum orbiculare, formes adventices vivaces, et Paspalum polystachyum, forme particulièrement robuste), ou variétal (Paspalum scrobiculatum var. orbiculare (G. Forster) Hackel, Paspalum scrobiculatum var. scrobiculatum et Paspalum scrobiculatum var. bispicatum Hackel).

### Synonymes
Selon Catalogue of Life (4 décembre 2017) :
- Paspalum adelogaeum Steud.
- Paspalum akoense Hayata
- Paspalum amazonicum Trin.
- Paspalum auriculatum J.Presl
- Paspalum barbatum Schumach., nom. illeg. '
- Paspalum borbonicum Steud.
- Paspalum boscianum Flüggé
- Paspalum cartilagineum J.Presl
- Paspalum cartilagineum var. biglumaceum Fosberg & Sachet
- Paspalum coloratum Rich. ex Döll
- Paspalum commersonii Lam.
- Paspalum commersonii var. hirsutum Jansen
- Paspalum commersonii var. polystachyum (R.Br.) Stapf
- Paspalum commersonii var. turgidum (Buse) Jansen
- Paspalum commutatum Nees
- Paspalum confertum Leconte
- Paspalum coromandelinum Lam.
- Paspalum deightonii (C.E.Hubb.) Clayton
- Paspalum dissectum var. grande Nees
- Paspalum firmum Trin.
- Paspalum frumentaceum Rottler ex P.Beauv
- Paspalum horneri Henrard
- Paspalum jardinii Steud.
- Paspalum kora Willd.
- Paspalum ledermannii Mez
- Paspalum longifolium var. pseudo-orbiculare Jansen
- Paspalum mauritanicum Nees ex Steud., nom. superfl.
- Paspalum metabolon Steud.
- Paspalum metzii Steud.
- Paspalum moratii Toutain
- Paspalum orbiculare G.Forst.
- Paspalum orbiculare var. cartilagineum (J.Presl) Summerh. & C.E.Hubb.
- Paspalum palustre Vanderyst.
- Paspalum polo F.M.Bailey
- Paspalum polystachyum R.Br.
- Paspalum puberulum Roem. & Schult.
- Paspalum pubescens R.Br., nom. illeg.
- Paspalum purpurascens Elliott
- Paspalum serpens J.Presl ex Trin.
- Paspalum thunbergii var. minus Makino, nom. nud.
- Paspalum virgatum Walter, nom. illeg.
- Paspalum virgatum var. latifolium Alph.Wood
- Paspalum virgatum var. purpurascens (Elliott) Alph.Wood
- Paspalum zollingeri Steud.

### Liste des variétés
Selon Tropicos (4 décembre 2017) (Attention liste brute contenant possiblement des synonymes) :
- Paspalum scrobiculatum var. auriculatum (J. Presl) Merr.
- Paspalum scrobiculatum var. bispicatum Hack.
- Paspalum scrobiculatum var. commersonii (Lam.) Stapf
- Paspalum scrobiculatum var. deightonii C.E. Hubb.
- Paspalum scrobiculatum var. gracillimum Domin
- Paspalum scrobiculatum var. horneri (Henrard) de Koning & Sosef
- Paspalum scrobiculatum var. jardini Franch.
- Paspalum scrobiculatum var. jardinii (Steud.) Franch.
- Paspalum scrobiculatum var. lanceolatum de Koning & Sosef
- Paspalum scrobiculatum var. longifolium (Roxb.) Domin
- Paspalum scrobiculatum var. orbiculare (G. Forst.) Hack.
- Paspalum scrobiculatum var. orbiculatum Weigelt
- Paspalum scrobiculatum var. philippinense Merr.
- Paspalum scrobiculatum var. polystachyum (R. Br.) Stapf
- Paspalum scrobiculatum var. pubigluma Hicken
- Paspalum scrobiculatum var. scrobiculatum
- Paspalum scrobiculatum var. thunbergii (Kunth) Makino
- Paspalum scrobiculatum var. turgidum Buse
- Paspalum scrobiculatum var. velutinum Hack.

## Histoire, géographie et ethnographie

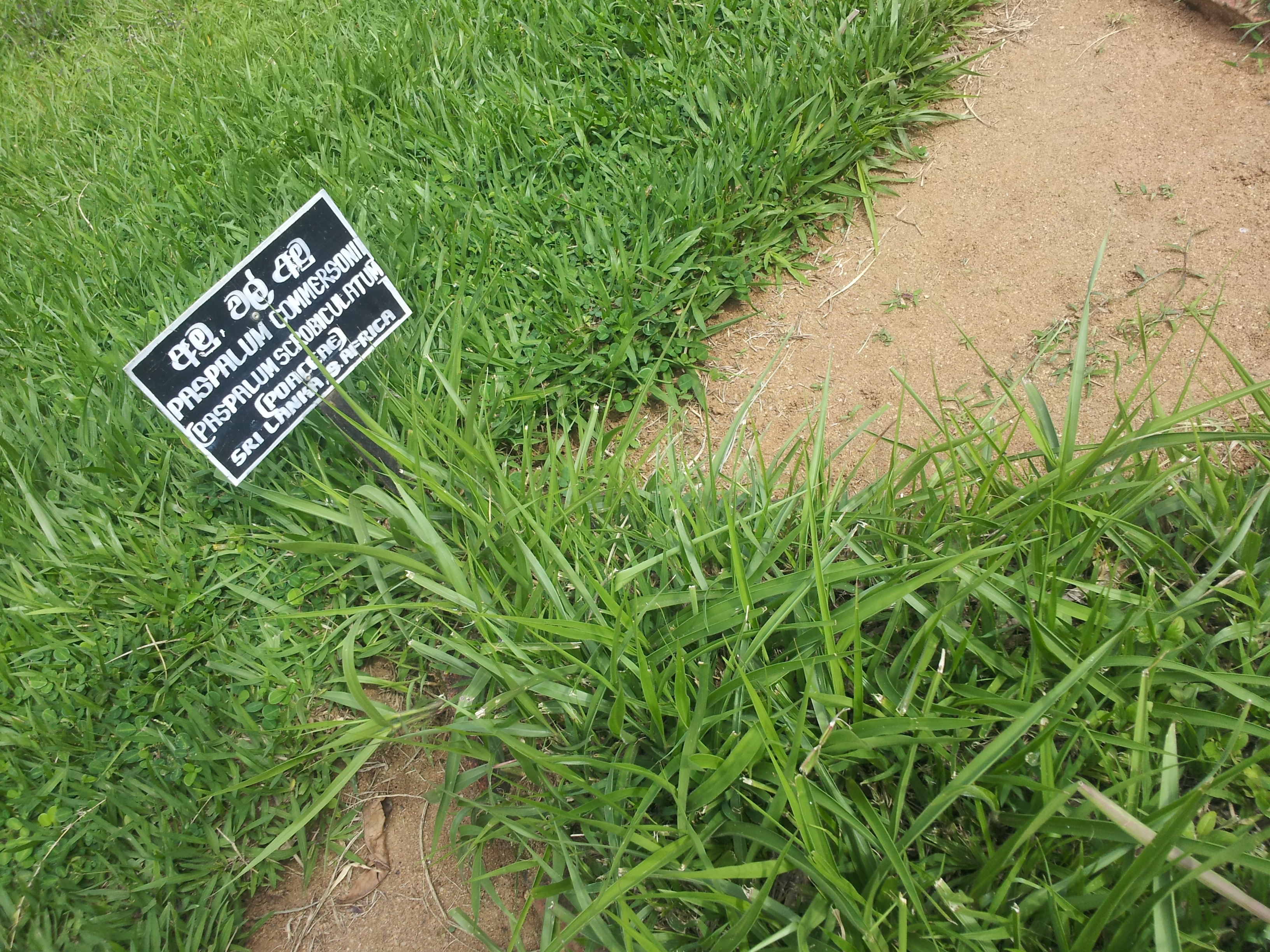
Paspalum scrobiculatum au jardin botanique de Peradeniya.

Paspalum scrobiculatum var. scrobiculatum est la variété cultivée en Inde où elle est une culture importante, tandis que Paspalum scrobiculatum var. commersonii est la variété sauvage indigène en Afrique.
Le millet kodo est originaire d'Afrique tropicale, et on estime qu'il a été domestiqué en Inde il y a 3000 ans.
Le processus de domestication est toujours en cours. Dans le sud de l'Inde, la plante est appelée kodo ou kodra, et est cultivée comme une plante annuelle. Il s'agit d'une culture alimentaire mineure consommée dans de nombreux pays asiatiques, principalement en Inde où, dans certaines régions, elle est extrêmement importante. Il pousse à l'état sauvage comme plante vivace dans l'ouest de l'Afrique, où elle est consommée comme aliment de famine.
Cette espèce est souvent une mauvaise herbe dans les rizières. De nombreux agriculteurs ne s'en préoccupent pas, car ils peuvent la récolter en tant que culture de remplacement en cas d'échec de leur culture primaire.
Dans le sud des États-Unis et à Hawaï, elle est considérée comme une mauvaise herbe nuisible.

## Culture
Le millet kodo est une plante multipliée à partir de graines, semées idéalement en lignes plutôt qu'à la volée. Elle préfère les sols très fertile à base d'argile. La variété scrobiculatum  est mieux adaptée aux conditions de sécheresse que son parent sauvage, qui nécessite une pluviométrie d'environ 800 à 1 200 mm par an et est bien adaptée à des conditions d'aridité sub-humide,.
Si des engrais sont disponibles, l'apport d'azote et de phosphore en quantité limitée peut augmenter considérablement le rendement. Avant d'appliquer l'engrais, le pH du sol doit être tester pour s'assurer qua sa valeur est adaptée pour une bonne absorption des nutriments. Si le niveau du pH ne convient pas, l'engrais est mal absorbé par les plantes et risque d'être gaspillé.
Cependant, une fertilisation trop importante peut entraîner des problèmes de verse consécutifs à une croissance vigoureuse.
Pour éviter la verse, une fertilisation limitée est recommandée. Un bon équilibre est d'appliquer 14 à 22 kg d'azote. La verse peut aussi se produire après de fortes pluies.
Le semis en lignes, plutôt qu'à la volée, permet d'augmenter le rendement et facilite le désherbage.
Si la concurrence pour les nutriments du fait d'autres plantes cultivées ou de mauvaises herbes, est très faible, elle peut pousser correctement dans des sols pauvres en éléments nutritifs. Cependant, elle réussit mieux dans les sols enrichis par un engrais complet.
La dose recommandée pour une croissance optimale est de 40 kg d'azote plus 20 kg de phosphore à l'hectare. Une étude de cas dans le district indien de Rewa en 1997 a montré une augmentation de 72 % des rendements en grains de millet kodo par rapport à une culture sans apport d'engrais.
Le millet kodo est récolté en coupant les tiges et en laissant la plante sécher au soleil pendant un jour ou deux. Les graines sont ensuite broyées pour enlever l'enveloppe. La dépendance aux conditions météorologiques est un problème important qui conditionne une bonne récolte et le stockage ultérieur. De plus, le battage sur les routes endommage les grains et le décorticage prend beaucoup de temps. Le millet kodo est considéré par les agriculteurs indiens comme le grain le plus dur à décortiquer.

## Utilisation

### Alimentation humaine
En Inde, le millet kodo est moulu en farine et utilisé pour faire du poudding.
En Afrique, on le fait cuire comme le riz.
Un bon nettoyage des graines par vannage aide à prévenir la consommation accidentelle de sclérotes. Des graines de millet kodo peuvent être obtenues auprès de l'Institut international de recherche sur les cultures des zones tropicales semi-arides (International Crop Research Institute for the Semi-Arid Tropics).

#### valeur nutritionnelle
Le millet kodo est un grain nutritif et un bon substitut du riz ou du blé. Le grain contient 11 % de protéines.
C'est une excellente source de fibres à 10 grammes (37 à 38 %), par opposition au riz, qui fournit 0,2 g pour 100 g, et le blé, qui fournit 1,2 g pour 100 g.
Une source de fibres adéquate aide à combattre la sensation de faim. Le millet kodo contient 66,6 g de glucides et 353 kcal pour 100 g, valeurs comparables à celles d'autres millets. Il contient également 3,6 g de matières grasses pour 100 g. Il fournit des quantités minimales de fer, à 0,5 mg pour 100 g, et des quantités minimales de calcium, et 27 mg/100 g.
Le millet kodo contient également des quantités élevées de polyphénols, composés antioxydants.

### Alimentation animale
Paspalum scrobiculatum fournit aussi un bon fourrage pour les bovins, les chèvres, les porcs, les moutons et la volaille.
A Hawaï, la variété scrobiculatum se développe bien sur les pentes des collines où les autres graminées ne s'épanouissent pas. Il peut aussi être cultivé comme source de nourriture dans les fermes à flanc de coteaux.

### Lutte contre l'érosion
Paspalum scrobiculatum peut également être planté sur les parcelles en pente pour empêcher l'érosion du sol, tout en fournissant un aliment de famine comme objectif secondaire. On a noté que cette plante pouvait constituer un bon couvert végétal